# Bandidus kimminsi
Bandidus kimminsi is een insect uit de familie van de mierenleeuwen (Myrmeleontidae), die tot de orde netvleugeligen (Neuroptera) behoort. 
Bandidus kimminsi is voor het eerst wetenschappelijk beschreven door New in 1985.